# لیدیا فیلد امت
لیدیا فیلد امت (به انگلیسی: Lydia Field Emmet) (زاده ۲۳ ژانویه ۱۸۶۶ – درگذشته ۱۶ اوت ۱۹۵۲) یک هنرمند آمریکایی بود که بیشتر به‌خاطر کارهایش به‌عنوان یک پرتره‌ساز شناخته می‌شود. او از جمله نزد هنرمندان برجسته‌ای مانند ویلیام مریت چیس، هری سیدونز موبری، کنیون کاکس و تونی رابرت فلوری آموزش دید. امت در طول دوران حرفه‌ای‌اش نمایشگاه‌های گسترده‌ای را دایر کرده بود، و اکنون می‌توان نقاشی‌های او را در کاخ سفید و بسیاری از گالری‌های هنری معتبر، از جمله موزه هنر متروپولیتن، یافت.

## اوایل زندگی و خانواده

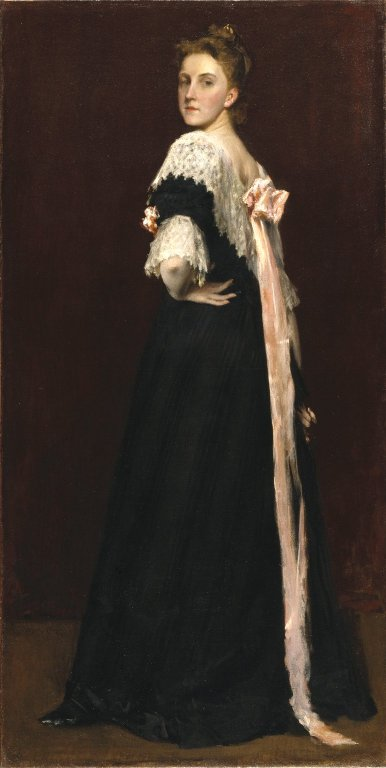
لیدیا فیلد امت، پرتره توسط ویلیام مریت چیس

لیدیا امت در ۲۳ ژانویه ۱۸۶۶ در نیو روشل، نیویورک، هفتمین فرزند از هشت فرزند بازرگان ویلیام جنکینز امت و تصویرگر جولیا کولت پیرسون متولد شد.

## تحصیلات

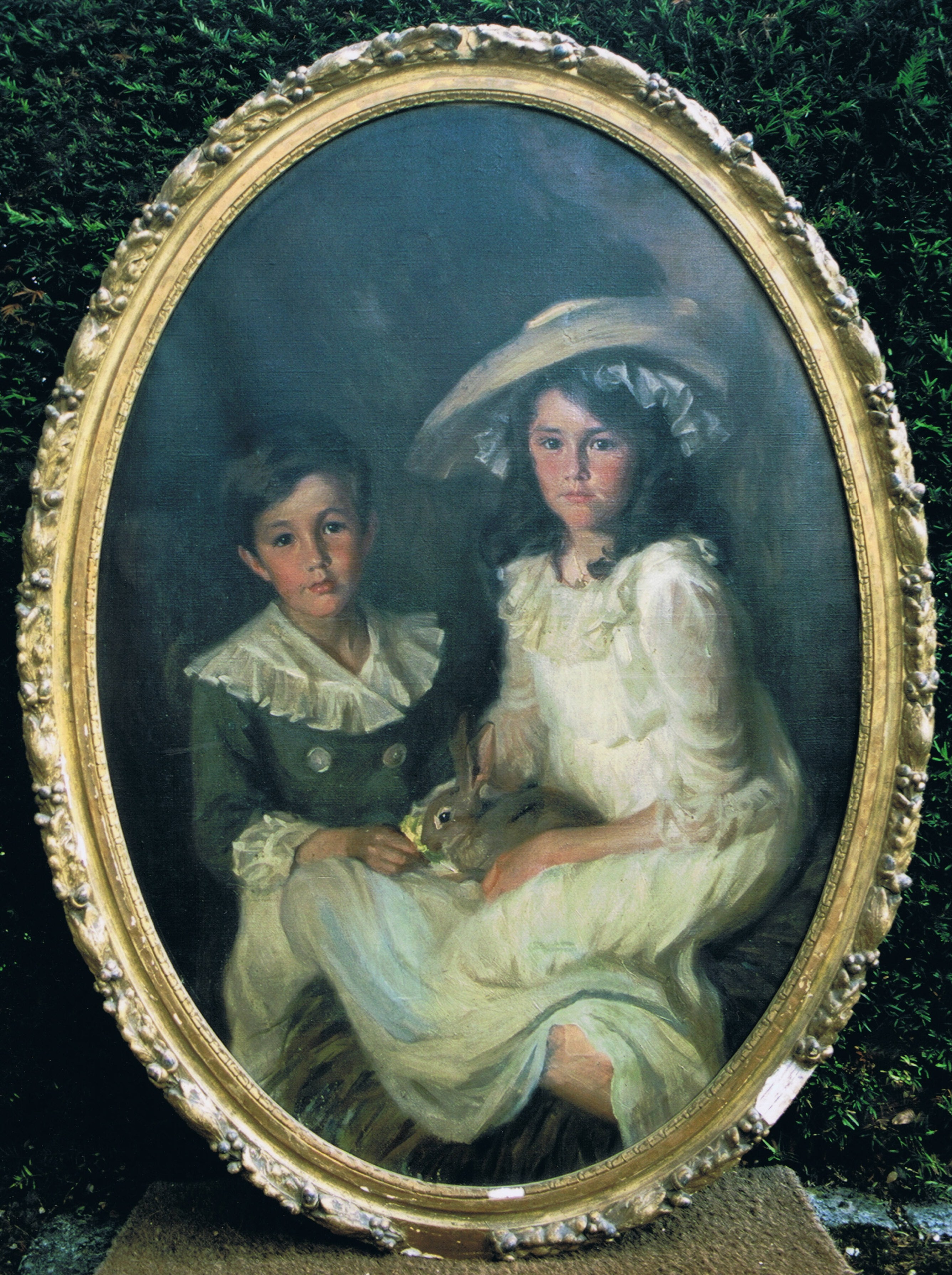
پرتره دو عضو خانواده کراس، نیوپورت، رود آیلند، ۱۹۰۳

امت درسهای اولیه هنری خود را در کودکی از خواهر بزرگترش روزینا آموخت. امت و روزینا در سال‌های ۱۸۸۴–۱۸۸۵ به آکادمی جولیان در پاریس، فرانسه رفتند. خانواده امت پس از جنگ داخلی دچار مشکلات اقتصادی شدیدی شده بودند. با این حال، آنها از آکادمی جولیان ناامید شدند و روزینا اظهار داشت که استانداردهای پذیرش "آنقدر پایین است که خیلی الهام بخش نیست. اگر آنها (مربیان) با وجدان انتقاد می‌کردند، برخی از نقاشی‌های زشت را سوراخ می‌کردند و آنها را از کشیدن قالب‌ها شروع می‌کردند. آنها حداقل نسبت به یکی از مربیان خود، تونی رابرت فلوری، که لیدیا او را "بسیار تیزتر، جدی تر و مصمم‌تر و همچنین بسیار الهام بخش می‌دانست"، عقیده داشتند.

## حرفه

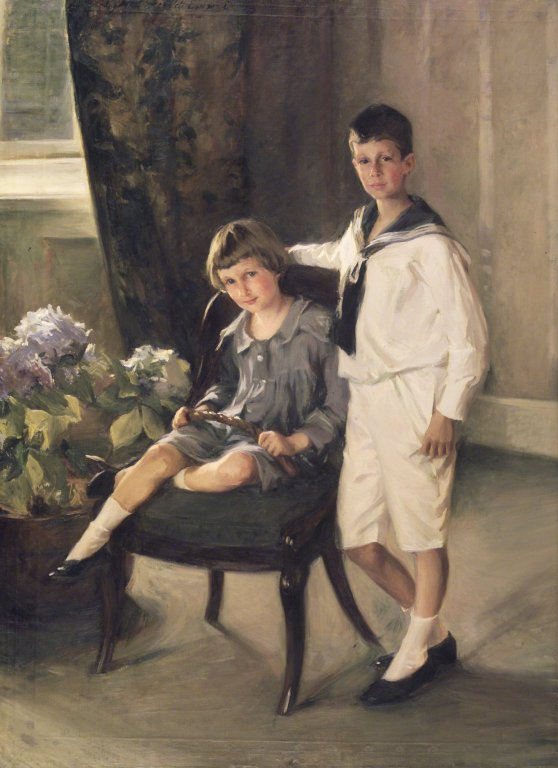
برادران، حدود ۱۹۰۹، موزه بروکلین

یکی از اولین دستاوردهای هنری امت در سال ۱۸۸۳، در سن شانزده سالگی، زمانی که او مأمور شد کتاب کودکان هنریتا کریستین رایت را به تصویر بکشد، مردمی کوچک به رنگ سبز، به دست آمد.

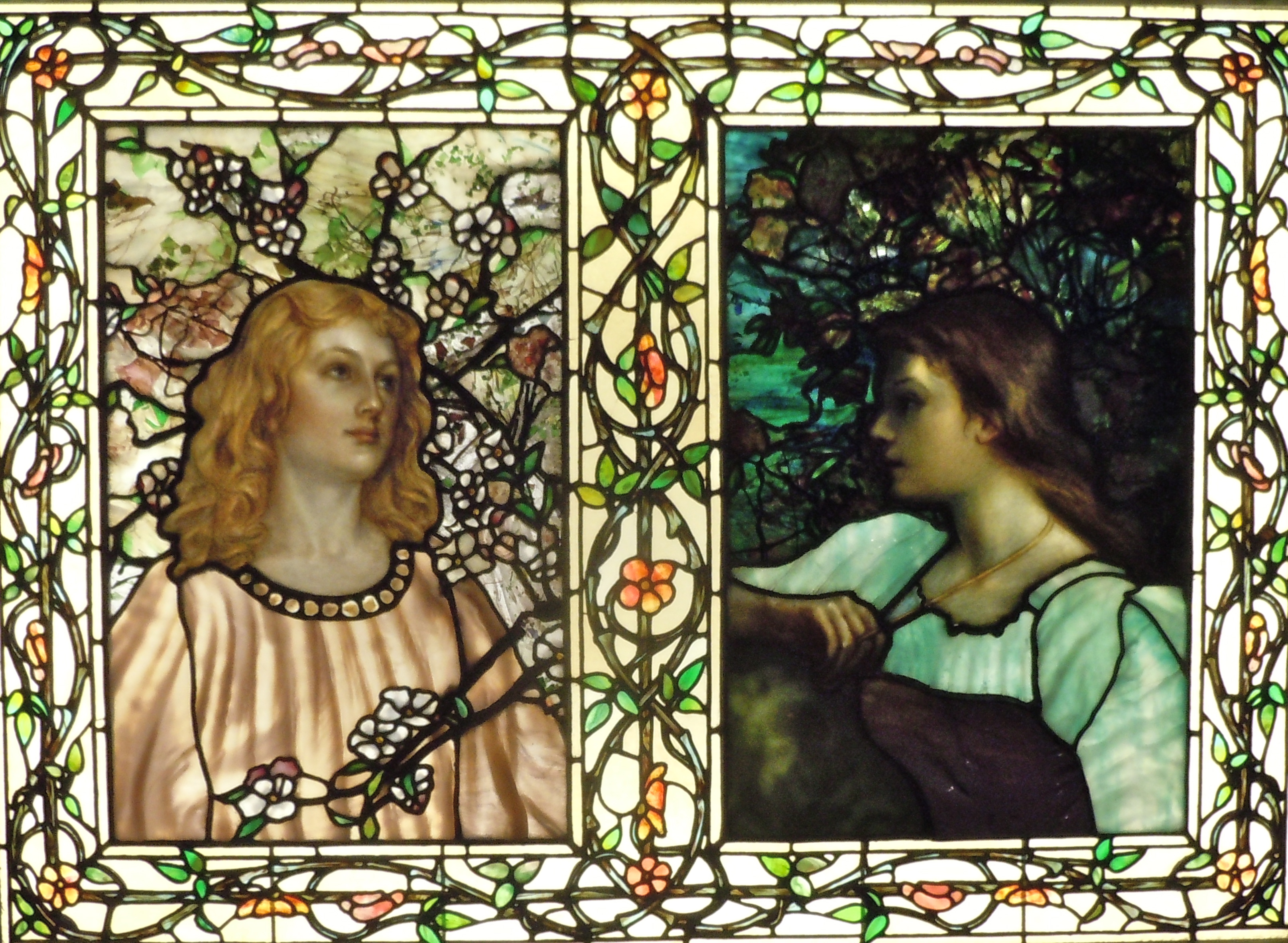
پنجره شیشه ای رنگی بهار و پاییز که توسط لیدیا فیلد امت برای خانه ساموئل بانک‌کرافت در ویلمینگتون، دلاور طراحی شده است. اکنون در موزه هنر دلاور.

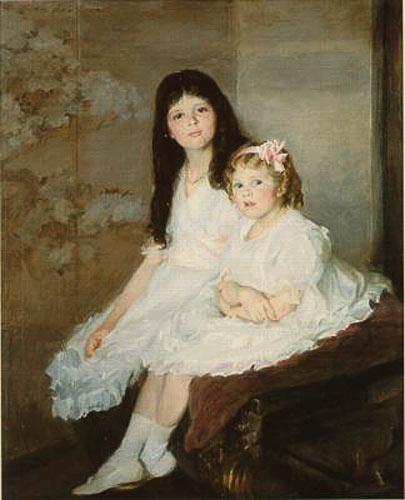
«خانم جینی و پولی»، حدود. ۱۹۱۶

## عضویت
- فدراسیون هنر آمریکا
- انجمن نقاشان مینیاتور آمریکا (ASMP)
- لیگ دانشجویان هنر نیویورک
- آکادمی هنرهای زیبای کنتیکت
- آکادمی ملی طراحی[۱۱]
- انجمن ملی نقاشان پرتره
- انجمن ملی هنرمندان زن
- باشگاه آبرنگ نیویورک
- انجمن هنر استاکبریج

## مؤسساتی که آثاری از لیدیا فیلد امت را در اختیار دارند
- موزه برکشایر، پیتسفیلد، ماساچوست
- موزه بروکلین، شهر نیویورک
- تپه قلعه در کرین استیت، ایپسویچ، ماساچوست
- موزه هنر دلاور، ویلمینگتون، دلاور
- مدرسه گروتن، گروتن، ماساچوست
- آکادمی هنرهای زیبای لایم، گالری آکادمی لایم، اولد لایم، کنتیکت
- موزه هنر متروپولیتن، شهر نیویورک
- موزه شهر نیویورک
- آکادمی ملی طراحی، شهر نیویورک، نیویورک
- گالری ملی هنر، واشینگتن، دی سی
- موزه ملی زنان در هنر، واشینگتن، دی سی
- انجمن ملی استعمار دامز آمریکا، ایالت ورمونت
- انجمن تاریخی نیویورک[۱۱]
- موزه هنر نیوپورت، نیوپورت، ری
- Old Westbury Gardens, Old Westbury, NY
- موزه هنر پریش، ساوتهمپتون، نیویورک
- موزه آکادمی نظامی ایالات متحده، وست پوینت، نیویورک
- کاخ سفید، واشینگتن دی سی